# 海老江站

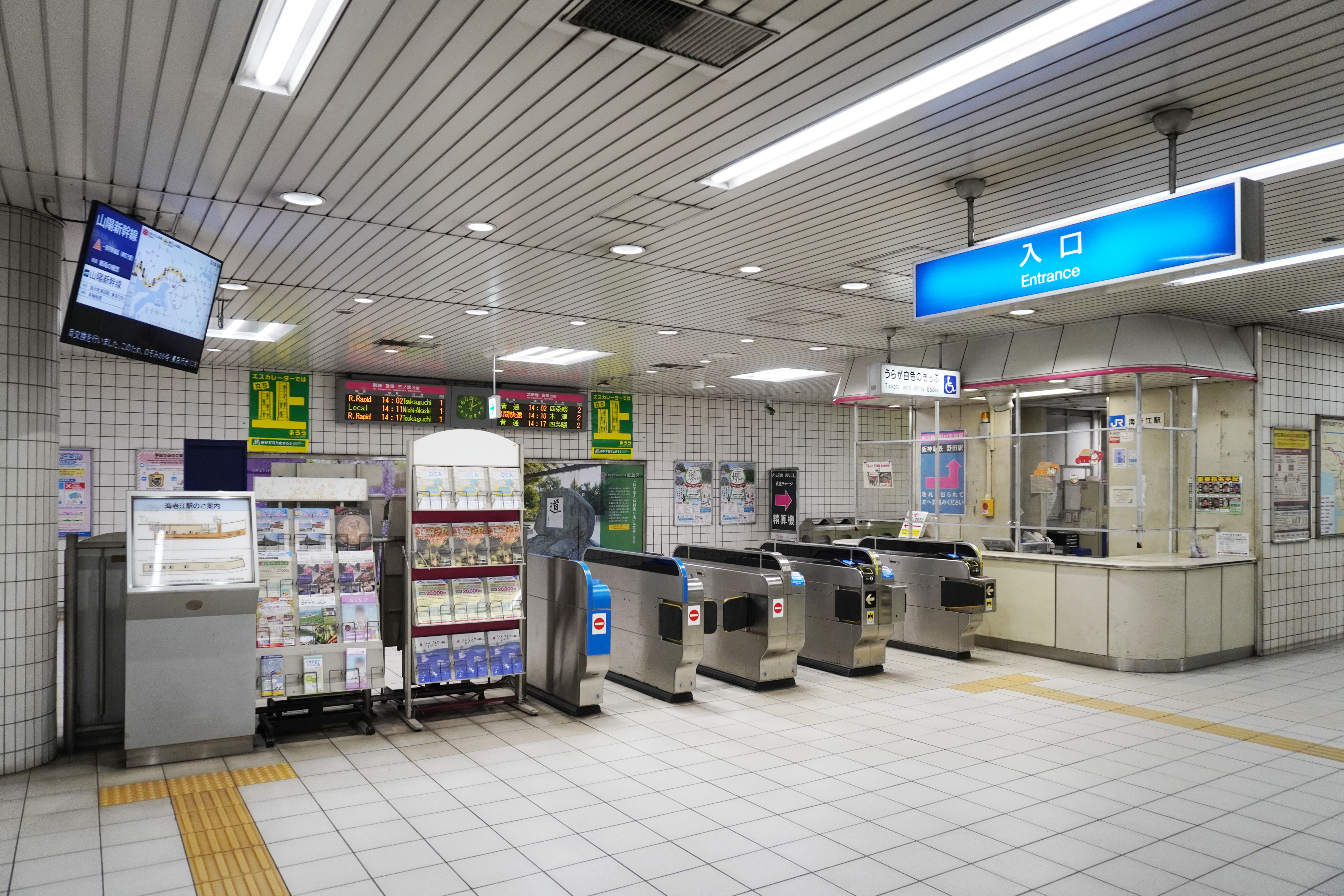
驗票口（2023年2月）

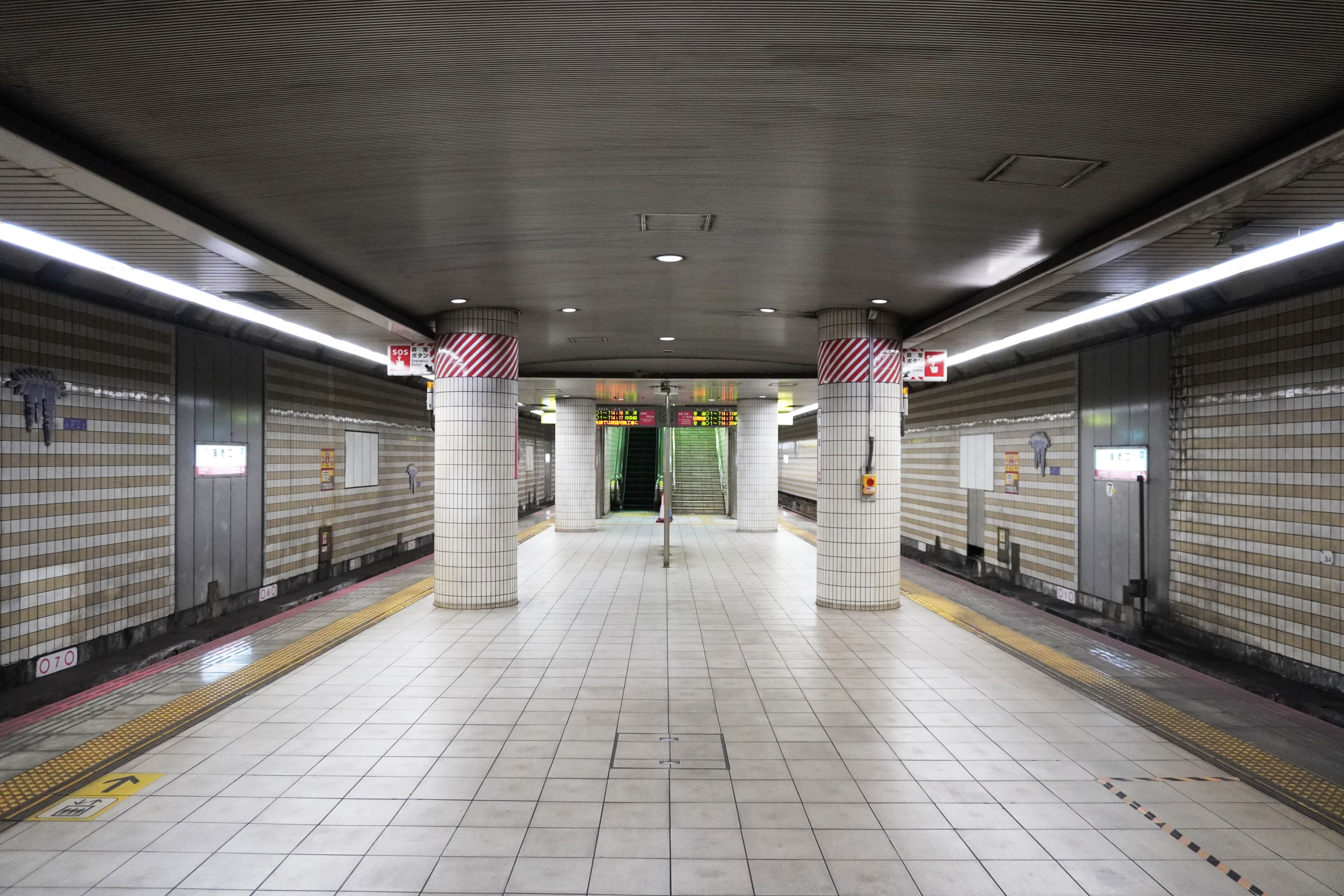
月台（2023年2月）

海老江站（日语：／ Ebie eki */?）是一個位於日本大阪府大阪市福島區海老江五丁目，屬於西日本旅客鐵道（JR西日本）JR東西線的鐵路車站。車站編號是JR-H46。車站象徵以此站周邊是藤的名所而定為「野田藤」。

## 車站構造
本站為島式月台1面2線地下車站，實際上為轉乘車站。車站設有通道通往野田站、野田阪神站可與大阪市高速電氣軌道及阪神電氣鐵道轉乘。

### 月台配置
| 月台 | 路線     | 方向 | 目的地                   |
| ---- | -------- | ---- | ------------------------ |
| 1    | JR東西線 | 下行 | 尼崎、寶塚、三之宮方向   |
| 2    | JR東西線 | 上行 | 北新地、京橋、四條畷方向 |

## 歷史
- 1997年3月8日：車站開業。

## 使用情況
2018年（平成30年）度1日平均上車人次為11,562人。
開業後的1日平均上車人次如下表。
| 年度               | 1日平均 上車人次 | 來源     |
| ------------------ | ---------------- | -------- |
| 1997年（平成09年） | 6,731            | [ * 1 ]  |
| 1998年（平成10年） | 7,904            | [ * 2 ]  |
| 1999年（平成11年） | 8,553            | [ * 3 ]  |
| 2000年（平成12年） | 8,833            | [ * 4 ]  |
| 2001年（平成13年） | 9,070            | [ * 5 ]  |
| 2002年（平成14年） | 9,174            | [ * 6 ]  |
| 2003年（平成15年） | 9,474            | [ * 7 ]  |
| 2004年（平成16年） | 9,706            | [ * 8 ]  |
| 2005年（平成17年） | 9,833            | [ * 9 ]  |
| 2006年（平成18年） | 10,230           | [ * 10 ] |
| 2007年（平成19年） | 10,451           | [ * 11 ] |
| 2008年（平成20年） | 10,666           | [ * 12 ] |
| 2009年（平成21年） | 10,595           | [ * 13 ] |
| 2010年（平成22年） | 10,837           | [ * 14 ] |
| 2011年（平成23年） | 10,999           | [ * 15 ] |
| 2012年（平成24年） | 11,083           | [ * 16 ] |
| 2013年（平成25年） | 11,073           | [ * 17 ] |
| 2014年（平成26年） | 10,930           | [ * 18 ] |
| 2015年（平成27年） | 11,035           | [ * 19 ] |
| 2016年（平成28年） | 11,071           | [ * 20 ] |
| 2017年（平成29年） | 11,411           | [ * 21 ] |
| 2018年（平成30年） | 11,562           | [ * 22 ] |

## 相鄰車站
西日本旅客鐵道
 JR東西線
■快速、■直通快速、■區間快速、■普通（JR東西線內各站停車）
新福島（JR-H45）－海老江（JR-H46）－御幣島（JR-H47）

### 使用情況
1. ↑  大阪府統計年鑑 （页面存档备份，存于） - 大阪府
2. ↑  大阪市統計書 （页面存档备份，存于） - 大阪市

大阪府統計年鑑
1. ↑  大阪府統計年鑑（平成10年）PDF
2. ↑  大阪府統計年鑑（平成11年）PDF
3. ↑  大阪府統計年鑑（平成12年）PDF
4. ↑  大阪府統計年鑑（平成13年）PDF
5. ↑  大阪府統計年鑑（平成14年）PDF
6. ↑  大阪府統計年鑑（平成15年）PDF
7. ↑  大阪府統計年鑑（平成16年）PDF
8. ↑  大阪府統計年鑑（平成17年）PDF
9. ↑  大阪府統計年鑑（平成18年）PDF
10. ↑  大阪府統計年鑑（平成19年）PDF
11. ↑  大阪府統計年鑑（平成20年）PDF
12. ↑  大阪府統計年鑑（平成21年）PDF
13. ↑  大阪府統計年鑑（平成22年）PDF
14. ↑  大阪府統計年鑑（平成23年）PDF
15. ↑  大阪府統計年鑑（平成24年）PDF
16. ↑  大阪府統計年鑑（平成25年）PDF
17. ↑  大阪府統計年鑑（平成26年）PDF
18. ↑  大阪府統計年鑑（平成27年）PDF
19. ↑  大阪府統計年鑑（平成28年）PDF
20. ↑  大阪府統計年鑑（平成29年）PDF
21. ↑  大阪府統計年鑑（平成30年）PDF
22. ↑  大阪府統計年鑑（令和元年）PDF

## 外部連結
- 海老江｜車站資訊：JR出門網 - 西日本旅客鐵道